# Casea
Casea is een geslacht van uitgestorven Synapsida dat voorkwam in het Vroeg-Perm. Er zijn ten minste vier soorten benoemd.

## Kenmerken
De honderdtwintig centimeter lange 'zoogdierachtige reptielen' waren klein in verhouding tot sommige van hun verwanten. Het lichaam was hoog en buikig, met een sterk vergrote ribbenkast, met daarin de lange plantenverterende darm. De kleine, hoekige schedel had aan de achterzijde enorme synapside openingen en aan de voorzijde grote neusopeningen.
De Caseidae verschilden van andere "Pelycosauria", basale synapsiden, en dus van de Eupelycosauria, doordat ze een tandeloze onderkaak hadden. De twaalf tanden in de bovenkaak waren dik en stomp met gegolfde randen, wat erop duidt dat het herbivoren waren. Verder was ook het verhemelte bezet met talrijke kleine tanden, die een rol moeten hebben gespeeld bij het vermalen van het plantaardige voedsel, voordat het werd doorgeslikt.

## Levenswijze
Het voedsel van deze dieren bestond uit taaie planten, zoals varens en paardenstaarten.

## Vondsten
Fossielen werden gevonden in Europa (Frankrijk) en Noord-Amerika (Texas).